# Пресбаум
Прессбаум (нім. Pressbaum) — муніципалітет із 7863 жителями (станом на 1 січня 2023) в районі Санкт-Пельтен у Нижній Австрії.

## Географія
Прессбаум розташований на головній гряді Віденського лісу в промисловому районі. Відень бере початок у муніципальній території і протікає через Вінталь, утворюючи Віденський Дунайський канал. Сам Прессбаум здебільшого лежить у Вінталі та в прилеглих бічних долинах, таких як Пфальцау, Вайдлінгбахталь і Брентенмайс. На деяких кінцях долин є сідловини, такі як Раухенгерн, Хенгстль або Рекавінклер Берг. Високо розташовані райони Дюрвінель, Хайцавінкель, Ін-дер-Бонна, Рекавінкель і Швабендорфль, причому два останні лежать безпосередньо на головному хребті Віденського лісу. Площа муніципалітету займає 58,87 квадратних кілометрів, 78 відсотків території займає ліс.

## Конгрегаційна структура
До муніципального району входять такі населені пункти (кількість жителів у дужках станом на 1. Січень 2023):
- Ау-ам-Кракінг (4), включаючи Ін-дер-Ау, Ін-дер-Бонна та Раухенгерн
- Пфальцау (536), включаючи Феллінгграбен, Клаушойзельн, Обер-Кнівальд, Пфальцберг, Швабендорфль і Унтер-Кнівальд
- Прессбаум (6568), включаючи Бартберг, Біхаберг, Брентенмайс, Дюрвін, Фрауенварт, Гайцавінкель, Оффене Мейдлінг, Валлнер і Вайдлінгбах
- Рекавінкель (755), включаючи Ам Хаген та Зоннлейтен

Громада складається з кадастрових громад Ау-ам-Кракінг, Прессбаум і Рекавінкель.

## Економіка та інфраструктура
За даними обстеження 1999 року, у 2001 році було 301 несільськогосподарське робоче місце та 45 сільськогосподарських та лісових підприємств. За переписом 2001 року чисельність працюючих за місцем проживання становила 2511 осіб. Рівень участі у 2001 році становив 45 відсотків.

## Залізниця
Прессбаум знаходиться на лінії Старої західної залізниці із зупинками в Тульнербах-Прессбаумі, Прессбаумі, Дюррвіні та Рекавінкелі. Потяги S-Bahn лінії S50 зупиняються кожні півгодини в напрямку Відень-Західний або Відень Нойленгбах. Крім того, REX курсує щогодини на станції Тульнербах-Прессбаум у напрямку Західного вокзалу Відня и Центрального вокзалу Сант-Пьольтена. З грудня 2012 року значна частина міжміського трафіку спрямовується по новому маршруту Вестбану через тунель Вінервальд, що побудований для цієї мети, від чого виграв регіональний трафік на попередньому маршруті.

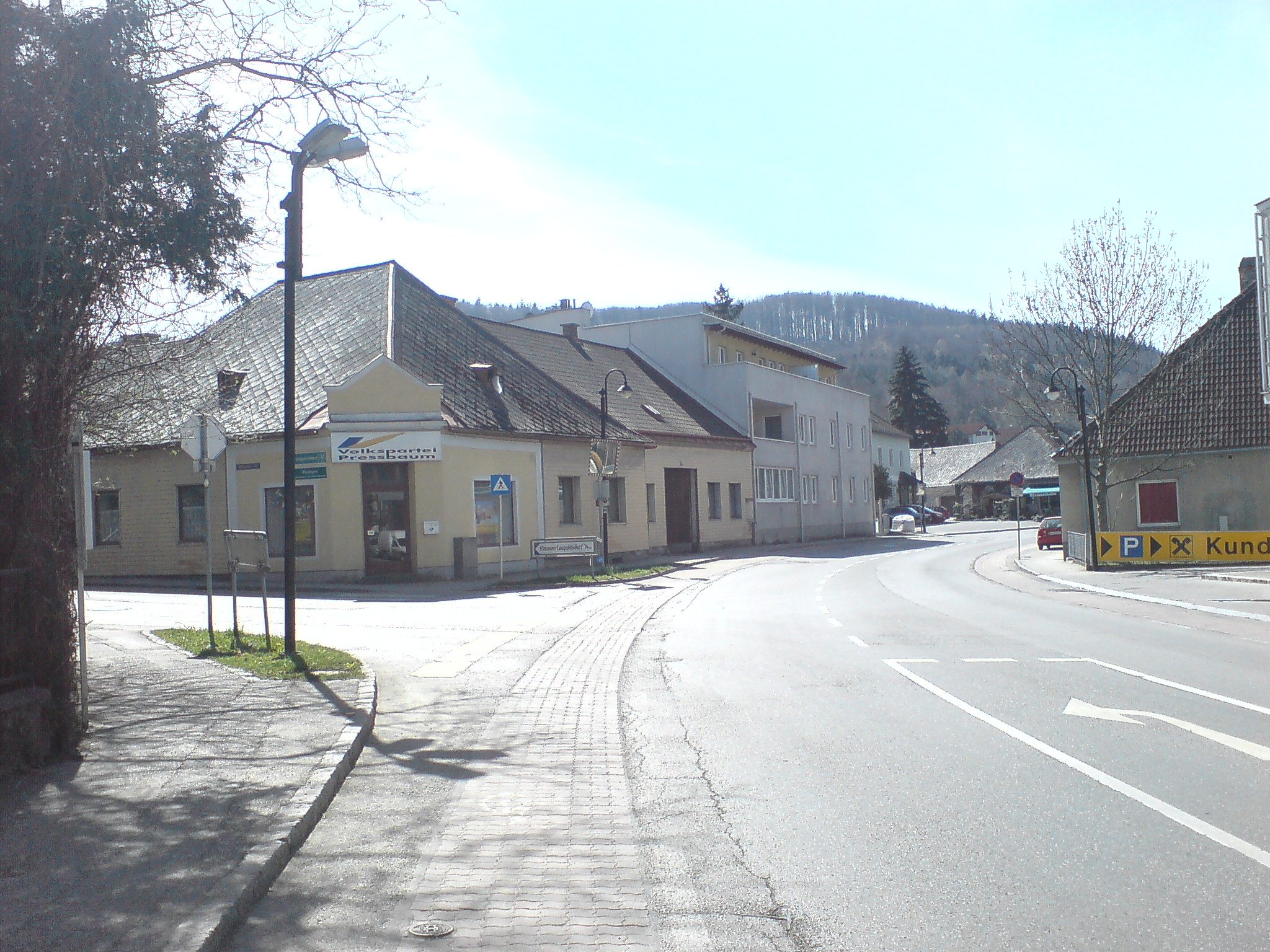
Місце, де дорога на Пфальцау відгалужується від головної дороги в Пресбаумі.
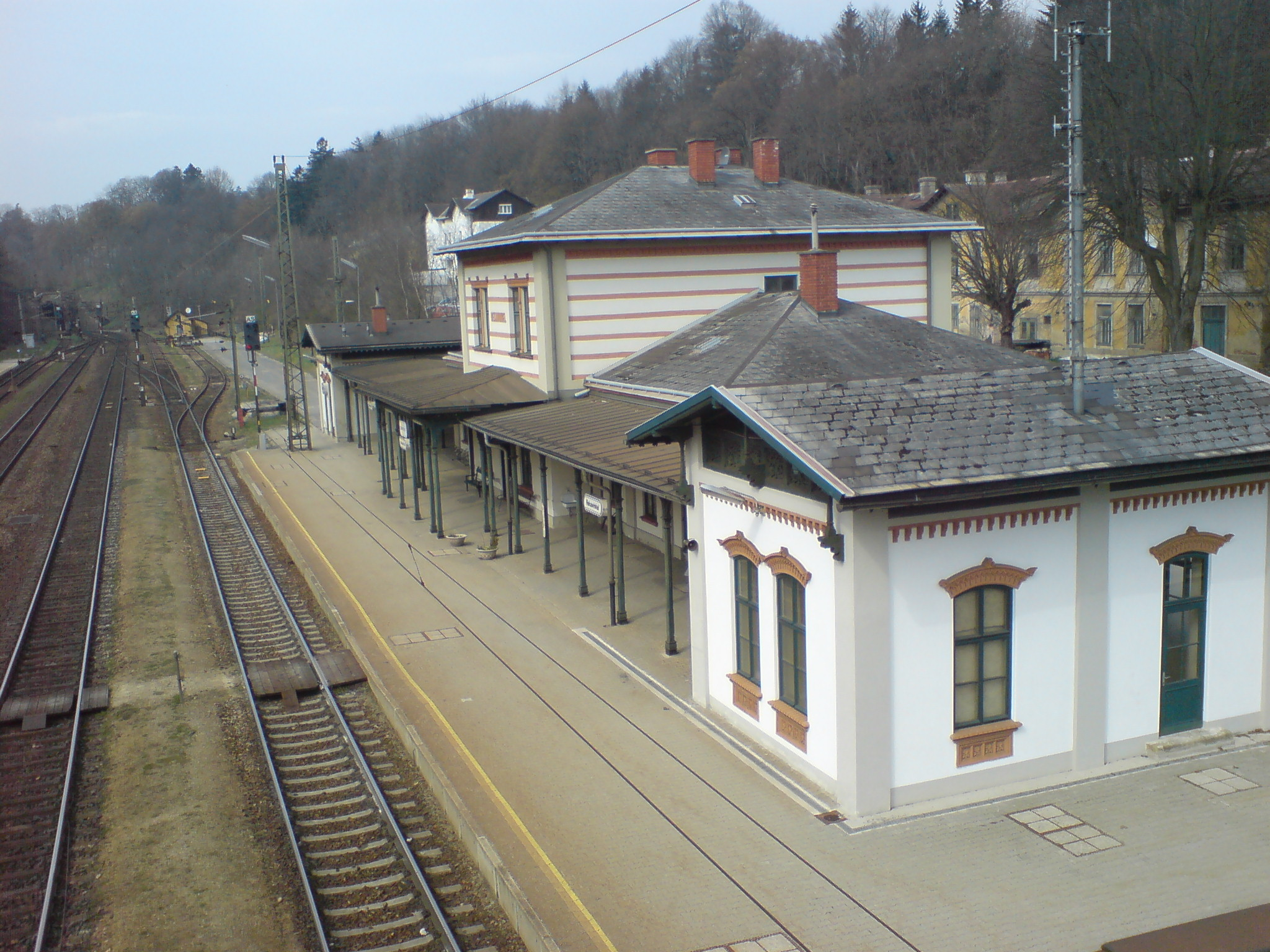
Станція Rekawinkel, ліворуч на задньому плані портал тунелю під Wienerwald-Alpenhauptkamm
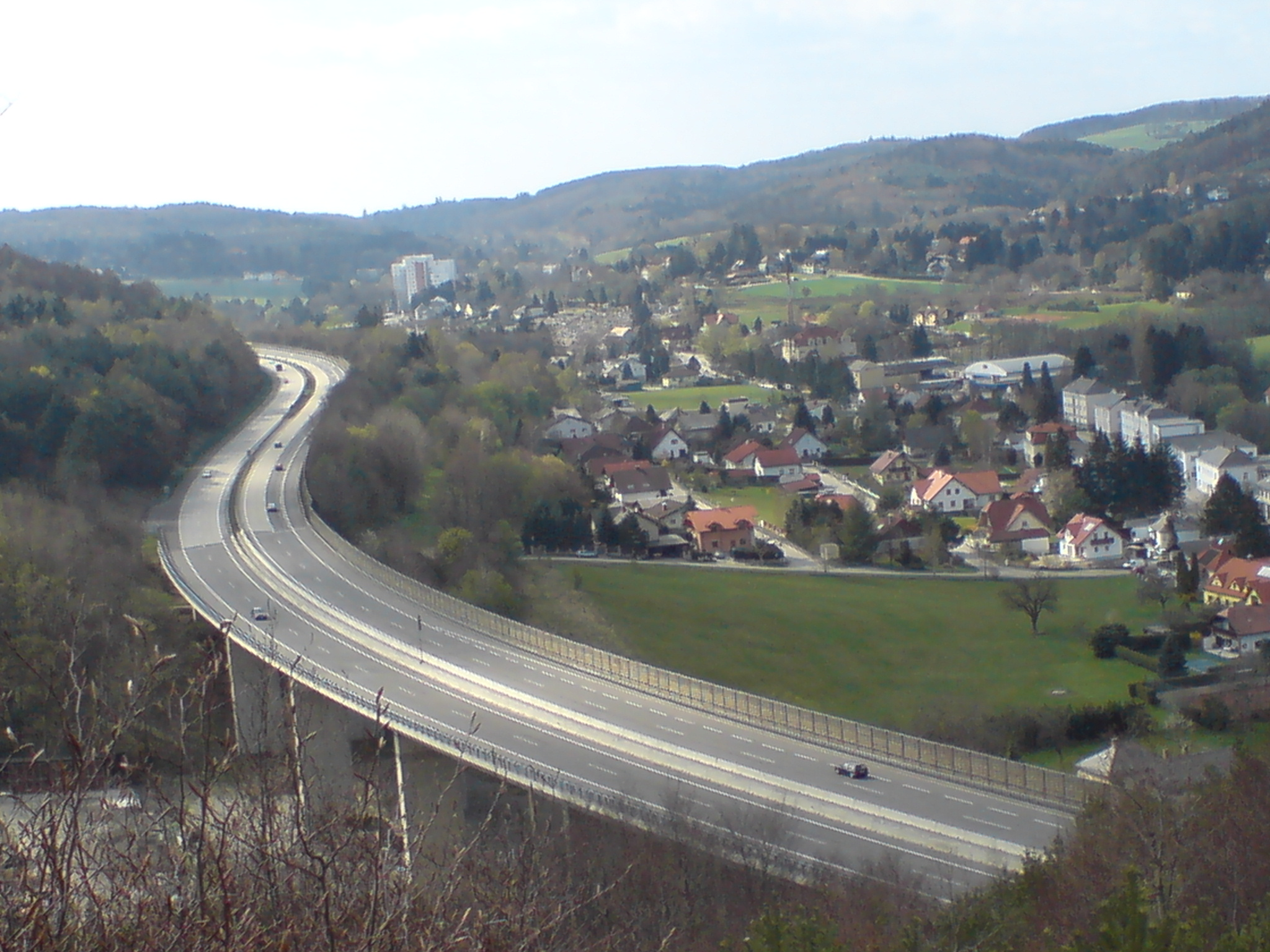
Західний Пресбаум з мостом Вестаутобан через Пфальцауер Штрассе